# Freiburgs universitet
Freiburgs universitet (tyska: Albert-Ludwigs-Universität Freiburg) är ett universitet i Freiburg im Breisgau i sydvästra Tyskland. Mellan 2007 och 2012 var det ett av nio tyska universitet som hade rätt att kalla sig elituniversitet. Universitetet grundades 1457, och är därmed det femte äldsta tyska universitet.